# Dritte Ausstellung für photographische Arbeiten
Am 14. November 1868 wurde in Hamburg die dritte Ausstellung (im deutschsprachigen Gebiet) fotografischer Arbeiten für das Publikum eröffnet. Sie war bis Sonntag, den 27. Dezember 1868 geöffnet. 1864 hatte die erste Ausstellung in Wien und 1865 die zweite in Berlin stattgefunden. Veranstalter war der „Photographische Verein Hamburg“. Bereits 1854 hatten die Photographische Gesellschaft zu London (später umbenannt in Royal Photographic Society) Ausstellungen zur Fotografie, 1855 die Vereniging Arti et Amicitiae in Amsterdam und die Société française de photographie in Paris veranstaltet.

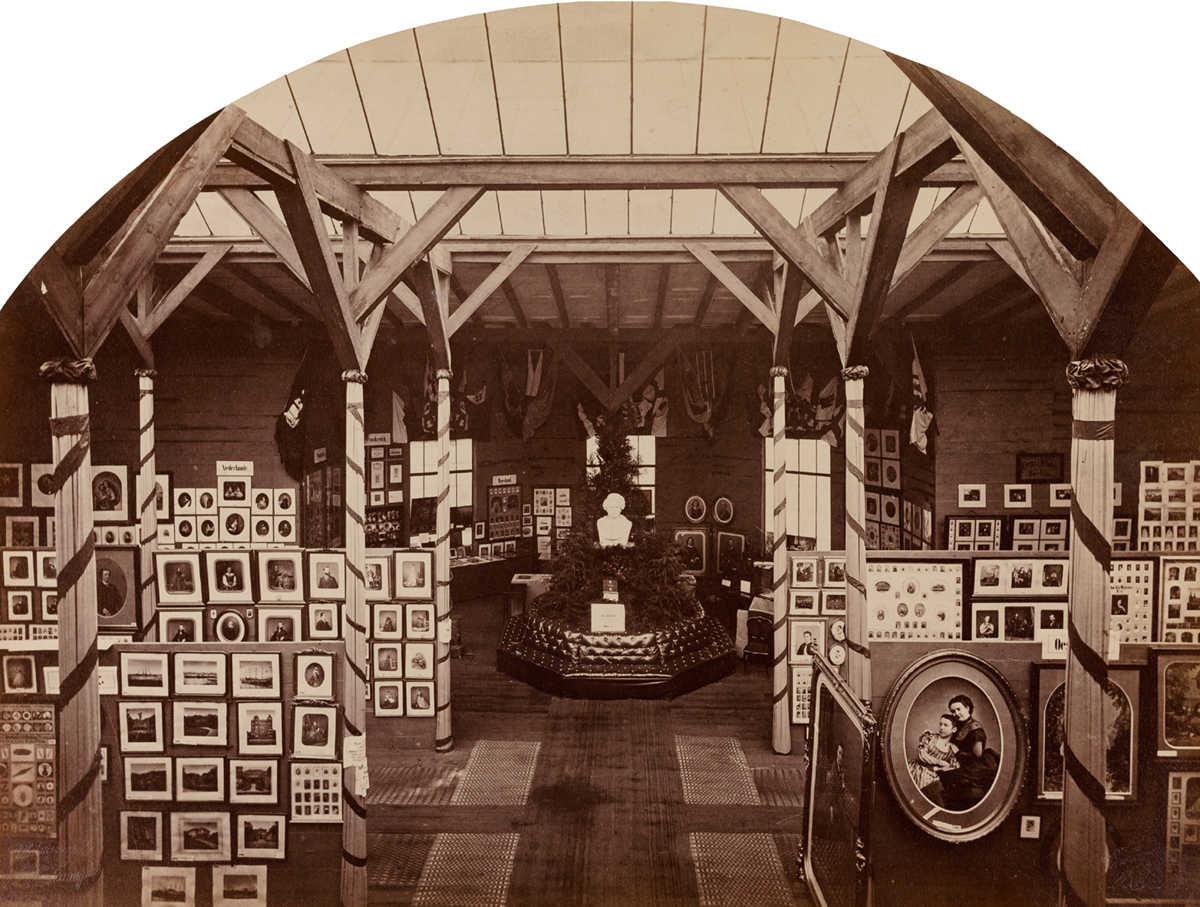
Wilhelm Champes: Das Innere des Ausstellungs-Gebäudes der III. Ausstellung für photographische Arbeiten in Hamburg, November 1868

## Ausstellungskommission
E. Bernhard, W. Freudentheil, F. Grossmann, Julius Hahn, Eugen Richter, Julius Stinde, Leonard Berlin, für den später H.[Heinrich] F.[Friedrich] Plate eintrat

## Gebäude
Das Ausstellungsgebäude aus Holz war eigens zu diesem Zweck errichtet worden. Der Architekt war Franz Georg Stammann. Es war mit Flaggen und Wappenschilden der teilnehmenden Länder geschmückt. Im Inneren war neben dem Eingang das Büro der Ausstellungskommission. Ein Glasdach sorgte für Licht. Über dem Eingang wurden auf einem Balkon  große Alben präsentiert. An insgesamt sechs Stellwänden und den Wänden waren die Fotografien aufgehängt. In einem Teil waren Sessel um eine Büste von Louis Daguerre verteilt aufgestellt. Die Ausstellung wurde von dem Photographen Wilhelm Champés photographisch festgehalten.

## Berichte in der Presse
Am Samstag, den 14. November 1868 fand die feierliche Eröffnung in Gegenwart von zahlreichen Gästen statt. Der Ausstellung wurde durch den Vorsitzenden des Photographischen Vereins zu Hamburg, Dr. Stinde, eröffnet. Die Öffnungszeiten waren von 9 Uhr morgens bis 4 Uhr am Nachmittag. Es wurde Eintrittsgeld verlangt.
Während in den photographischen Journalen über technische Fortschritte und die Qualität einer Aufnahme berichtet wurde, stellte die Journalisten der Tagespresse andere Fragen. Der unbekannte Autor des Berichtes über die erste photographische Ausstellung in Hamburg stellte in den Altonaer Nachrichten nach einführenden Worten die Frage: „Was ist Kunst? Was ist ein Kunstwerk? Mit dem Worte „Kunst“ bezeichnet man eine freie äußere That, welche einen Gedanken, eine Seelenzustand in einer äußeren sichtbaren event. hörbaren Erscheinung darstellt: Kunst ist ein selbständiges Können im Dienste der Schönheit.“ Am Ende stellte der Autor fest: „Der Künstler arbeitet mit der Seele und bedient sich zur Wiedergabe seiner Gedanken und Vorstellungen seines Auges und seiner Hand, die Photographie dagegen arbeitet nur durch optische, mathematisch und chemisch genau berechnete materielle Kräfte; …“
Die Photographie brächte in der Wissenschaft großen Nutzen. Mikroskopische Aufnahmen wurden von Bernhardt und [&] Ebeling & König aus Hamburg gezeigt, auch von Bessenstein und Prösch aus Wien. Bei weitem die meisten Photographien waren von Ölgemälden und Zeichnungen sowie von Baudenkmälern. Porträts stammten von [Antoine Samuel Adam-]Salomon aus Paris und Aufnahmen von österreichischen Photographen wie Angerer, Adele Perlmutter etc. Von den Hamburger Photographen wurde Julius Hahn, der Bildnisse von Mitgliedern des Thalia-Theaters zeigte, hervorgehoben. Als Besonderheit wurden Gruppenbilder erwähnt: Verweer [Maurits Verveer] aus Haag, Ludwig Angerer und Carl Mahlknecht aus Wien sowie Plate aus Hamburg. Benannt wurden auch Aufnahmen von realen Landschaften (Tropen und ewiges Eis) und von deren Abbildungen als Ölgemälde und/oder Zeichnung. Der Artikelabschnitt schloss mit praktischen Hinweisen, dass von jetzt an die Ausstellungsräume geheizt würden, dass ein Katalog erscheine und dass man von dem Personal freundliche Auskunft bekäme.
In einem weiteren Bericht beschäftigte sich der Autor mit der Porträtdarstellung. Er skizzierte, dass ein Ideal-Porträt nicht auf Kosten der Wahrheit, sondern im Dienste der Schönheit entstehen müsse. Photographien seien letzten Endes nichts anderes als Kopien. Der Autor lässt offen, welche dieser Merkmale er auf den Fotografien wiedergefunden hat. Er erwähnte unter den gelungenen Arbeiten die von den Fotografen von Carl Suck aus Berlin, die Gebr. Siebe aus Breslau und das Atelier Adele Perlmutter aus Wien. Abschließend wies er noch auf einige ausgestellte Gruppenbilder hin.
In der dritten und letzten Folge widmete sich der unbekannte Autor kurz den Landschaftsaufnahmen. Ihnen gestand er eine unübertroffene Genauigkeit zu. Aber nur der Maler könne ein Kunstwerk schaffen. Anschließend wurden einige Photographen und ihre Darstellungen aufgezählt. Erwähnung fand das von Joseph Albert erstmals in Hamburg vorgestellte Lichtdruckverfahren.
Es trafen einige wenige Photographien nicht rechtzeitig zum Beginn der Ausstellung ein, darunter Stereoskopbilder von J. Levy und M. Leon aus Paris mit Bildern aus Pompeji, eine Mappe mit Bilder aus der Eremitage in St. Petersburg und zwei Werke mit anatomischen Bilder von Dr. [Nicolaus] Rüdinger aus München.

## Jury

### Photographische Arbeiten
L.B.[Ludwig Gustav] Kleffel (aus Berlin), E.[Ernst] Milster (akademischer Künstler und Photograph aus Berlin), Valentin Ruths (akademischer Künstler in Hamburg), L.[Ludwig] Schranck (Sekretär der Photographischen Gesellschaft aus Wien), Julius Stinde (Präsident des Photographischen Vereins in Hamburg), Feodor Wehl (Schriftsteller aus Hamburg), Josef Albert (Hofphotograph aus München) und L.[Lorenz] Herzog (Photograph aus Bremen).

### Chemikalien
Ch.[Christian] Grabe, Julius Schaarwächter, Julius Stinde, Paul Eduard Liesegang (durch Krankheit verhindert)

### Optik und Utensilien
A.[August] Steinheil (aus München), Friedrich Ritter von Voigtländer (aus Braunschweig), E.J.[Edmund Johann] Krüss (Optiker aus Hamburg), Julius Stinde

## Preisträger
Die Verkündung der Preise wurde von Julius Stinde am Nachmittag des 18. November vorgenommen. Der Obmann der Preisjury v. Voigtländer erläuterte die Kriterien, nach der die Jury verfahren hatte.
- Namen der Hamburger Prämierten:[15][16]
  - silberne Medaille
    - [E.] Bernhard(t) & [D.] Ebeling für mikroskopische Arbeiten
    - E.[Emilie] Bieber für Porträts
    - H.[Heinrich] F.[Friedrich] Plate für Porträts

  - bronzene Medaille
    - Julius Hahn für Porträts
    - Ignaz Julius für Kostümbilder im Cabinetformat
    - W.[Wilhelm] Champes für Landschaften
    - F.[Ferdinand] König für Mikrophotographien
    - G.[Georg] Koppmann & Co für Interieurs
    - A.[August] Mencke & Co (für Pigmentbilder)
    - J.[Julius] C.[Cornelius] Schaarwächter für Kohledruck
    - C.[Carl] Weber für Porträts
    - G.[Georg] Wolf(f) & Co für Visitkarten

  - ehrenvolle Anerkennung
    - B.[Bernhard] A.[Axel] Bendixen für Porträts
    - C.[Carl] Götze für Porträts
    - J.[Johann] F.[Friedrich] Lau für Chromophotographie
    - L.[Julius] Lüttgens für Chromophotographie
    - [Hermann] Priester für Landschaften in Visitkartenformat

  - bronzene Medaille für ausgestellte Chemikalien
    - E. Beute für Chemikalien

  - bronzene Medaille für photographische Utensilien
    - J.[Johann] D.[Diedrich] Bieber für Brom– und Jodpräparate
    - Tietgens & Co für Kopierrahmen
    - L.[Louis] Bock & Sohn für geschmackvolle Rahmen